# Hemichneumon subdolus
Hemichneumon subdolus là một loài tò vò trong họ Ichneumonidae.